# B4GALT1
B4GALT1‏ (Beta-1,4-galactosyltransferase 1) هوَ بروتين يُشَفر بواسطة جين B4GALT1 في الإنسان.

## الوظيفة
هذا الجين هو واحد من سبعة جينات بيتا -1،4 جالاكتوزيل ترانسفيراز (beta4GalT). إنها تشفر البروتينات السكرية المرتبطة بالغشاء من النوع الثاني والتي يبدو أنها تتمتع بخصوصية حصرية للركيزة المانحة UDP-galactose؛ تقوم جميعها بنقل الجالاكتوز في ارتباط بيتا 1،4 إلى السكريات المتقبلة المماثلة: GlcNAc، وGlc، وXyl. كل beta4GalT له وظيفة مميزة في التخليق الحيوي لمختلف هياكل الجليكوكونجات والسكريات. باعتبارها بروتينات غشائية من النوع الثاني، فهي تحتوي على تسلسل إشارة كارهة للماء للطرف N الذي يوجه البروتين إلى جهاز جولجي والذي يبقى بعد ذلك غير مشقوق ليعمل كمثبت عبر الغشاء. من خلال تشابه التسلسل، تشكل beta4GalTs أربع مجموعات: beta4GalT1 وbeta4GalT2، وbeta4GalT3 وbeta4GalT4، وbeta4GalT5 وbeta4GalT6، وbeta4GalT7. هذا الجين فريد من نوعه بين جينات beta4GalT لأنه يشفر إنزيمًا يشارك في التخليق الحيوي للجليكوكونجات واللاكتوز. بالنسبة للنشاط الأول، يضيف الإنزيم الجالاكتوز إلى بقايا N-أسيتيل الجلوكوزامين التي تكون إما سكريات أحادية أو نهايات غير مختزلة لسلاسل كربوهيدرات البروتين السكري. يقتصر النشاط الثاني على أنسجة الثدي المرضعة حيث يشكل الإنزيم ثنائي مغاير مع ألفا لاكتالبومين لتحفيز UDP-galactose + D-glucose <=> UDP + اللاكتوز. ينتج الشكلان الأنزيميان عن مواقع بدء النسخ البديلة ومعالجة ما بعد الترجمة. نسختان، تختلفان فقط في نهاية 5'، بأطوال تقريبية تبلغ 4.1 كيلو بايت و3.9 كيلو بايت، تشفران نفس البروتين. يقوم النص الأطول بتشفير البروتين المقيم المرتبط بالغشاء عبر جهاز جولجي من النوع الثاني والمشارك في التخليق الحيوي للجليكوكونجات. النسخة الأقصر تشفر البروتين الذي ينقسم ليشكل سينسيز اللاكتوز القابل للذوبان.